# Акбарабад (Саве)
Акбарабад (перс. اكبراباد) — село в Ірані, у дегестані Каре-Чай, у Центральному бахші, шагрестані Саве остану Марказі. За даними перепису 2006 року, його населення становило 307 осіб, що проживали у складі 70 сімей.

## Клімат
Середня річна температура становить 17,61 °C, середня максимальна – 36,38 °C, а середня мінімальна – -3,84 °C. Середня річна кількість опадів – 257 мм.
| Клімат поселення                              | Клімат поселення | Клімат поселення | Клімат поселення | Клімат поселення | Клімат поселення | Клімат поселення | Клімат поселення | Клімат поселення | Клімат поселення | Клімат поселення | Клімат поселення | Клімат поселення | Клімат поселення |
| Показник                                      | Січ.             | Лют.             | Бер.             | Квіт.            | Трав.            | Черв.            | Лип.             | Серп.            | Вер.             | Жовт.            | Лист.            | Груд.            |                  |
| Середній максимум, °C                         | 13,70            | 16,20            | 19,94            | 26,18            | 31,16            | 35,72            | 36,38            | 34,93            | 31,11            | 25,62            | 19,46            | 13,29            |                  |
| Середня температура, °C                       | 4,93             | 7,44             | 11,18            | 17,43            | 22,40            | 26,96            | 29,75            | 28,30            | 24,50            | 19,00            | 12,81            | 6,66             |                  |
| Середній мінімум, °C                          | −3,84            | −1,32            | 2,42             | 8,66             | 13,62            | 18,20            | 23,12            | 21,67            | 17,87            | 12,38            | 6,21             | 0,04             |                  |
| Норма опадів, мм                              | 41               | 37               | 42               | 28               | 18               | 3                | 1                | 1                | 2                | 17               | 27               | 40               |                  |
| Середньомісячна швидкість вітру, м/с          | 1.66             | 2.28             | 2.84             | 3.22             | 3.17             | 2.96             | 3.20             | 2.96             | 2.50             | 2.37             | 2.00             | 1.58             |                  |
| Середньомісячна сонячна радіація, кДж/м²·день | 9324             | 12136            | 14643            | 18172            | 22071            | 26096            | 25409            | 23487            | 20058            | 14868            | 11003            | 8894             |                  |
| --------------------------------------------- | ---------------- | ---------------- | ---------------- | ---------------- | ---------------- | ---------------- | ---------------- | ---------------- | ---------------- | ---------------- | ---------------- | ---------------- | ---------------- |
| Джерело:                                      |                  |                  |                  |                  |                  |                  |                  |                  |                  |                  |                  |                  |                  |